# Joe Mudele
Joe Mudele (auch Joe Muddel, * 30. September 1920 in London; †  7. März 2014) war ein britischer Jazz-Bassist, der zu den Pionieren des Bebop in England zählte.

## Leben und Wirken
Mudele wuchs als Halbwaise – sein Vater starb 1931 an den Folgen einer Kriegsverletzung – in Downham im Londoner Südosten auf. Nachdem er mit 14 Jahren die Schule verlassen hatte, arbeitete er als Sänger in einem Kino und spielte bald in lokalen Bands. Nach Ableistung des Militärdienstes im Zweiten Weltkrieg in der RAF hatte er Unterricht bei James Merritt, Kontrabassist beim Philharmonia Orchestra; 1946 begann er als professioneller Musiker zu arbeiten, zunächst als Mitglied des Tito Burns Sextet, das am Rundfunk auftrat und in dem er Ronnie Scott und John Dankworth begegnete. Mit diesen gehörte er Ende der 1940er-Jahre zur Gruppe von Musikern, die als Club Eleven erste Bebop-Sessions abhielten. Um Charlie Parker zu hören, besuchte er das Festival International 1949 de Jazz und hatte Gelegenheit, zwei Nummern mit Parker und dessen Schlagzeuger Max Roach zu spielen.
Anfang der 1950er-Jahre war Mudele Mitglied der aus den Club Eleven hervorgegangenen Johnny Dankworth Seven, die er jedoch aus familiären Gründen (er war inzwischen verheiratet und hatte ein Kind)  bald verließ, um in einem Nachtclub im Londoner West End, dem Coconut Grove, zu arbeiten. In den folgenden Jahren tourte Mudele mit in Großbritannien gastierenden Musikern wie Hoagy Carmichael (mit dem er 1948 für die BBC aufnahm), Sophie Tucker, Judy Garland und Billy Eckstine. 1951 gründete er eine eigene Band, in der auch der aus Jamaika stammende Saxophonist Joe Harriott seinen ersten Auftritt in Großbritannien hatte. 1952 wurde er im Leserpoll des Melody Maker zum führenden Bassisten gewählt. In den folgenden Jahren war er vor allem als Studiomusiker für Radio und Fernsehen beschäftigt und arbeitete u. a. mit Mantovani, Cilla Black, Yehudi Menuhin/Stéphane Grappelli sowie mit der Big Ben Banjo Band und im Radio-Musikprogramm Sing Something Simple. Daneben spielte er als Jazzmusiker regelmäßig im Bexley Jazz Club.
Aufnahmen entstanden in den 1940er- und 1950er-Jahren mit Alan Dean, Ralph Sharon, Larry Adler, Humphrey Lyttelton, Tommy Whittle, den Melody Maker All Stars 1952 und 1955 sowie mit George Chisholm und Sid Phillips. In den 1960er-Jahren nahm er mit Johnnie Spence und Alan Branscombe auf. Letzte Aufnahmen unter eigenem Namen (For All We Know, 2010) entstanden mit Robin Aspland (Piano) und Geoff Gascoyne (Schlagzeug). Im Bereich des Jazz war er zwischen 1948 und 2010 an 52 Aufnahmesessions beteiligt. Außerhalb des Jazz wirkte er auch bei Aufnahmen von Johnny Mercer, Barry Gray, John Williams und der Cliff Adams Singers mit.